# Marjal de Campredó
El Marjal de Campredó és una zona humida que es localitza al terme municipal de Tortosa, al costat de la carretera C-237, de Tortosa a l'Aldea, dins el polígon industrial de Campredó. Aquesta zona humida, d'unes 8,7 hectàrees d'extensió, se situa al límit dels conglomerats plioquaternaris al peu de la terrassa fluvial, vora l'actual llera d'inundació del riu i indret on es sol produir localment un important aflorament d'aigües subterrànies que alimenta els aiguamolls. L'aigua prové d'aquest aqüífer plioquaternari que està connectat hidràulicament amb el riu Ebre. La formació de la terrassa fluvial es deu a l'acumulació dels materials més grollers que en època d'avingudes s'acumulen a les ribes del riu formant un dic. Els materials més fins es dipositen a la plana al·luvial de forma decreixent a mesura que ens apropem al límit de la terrassa formant una zona deprimida respecte al riu.
La vegetació presenta una diversitat notable. Les espècies helofítiques formen masses extenses amb un clar predomini del canyís de sòls salabrosos (Phragmites australis ruscinonensis) i la boga (Typha sp.). A les zones més elevades, amb una inundació més ocasional, hi predominen els herbassars de ciperàcies altes -algunes de notable interès biogeogràfic pel seu caràcter eurosiberià- (hàbitats d'interès comunitari, codi 7210) i les jonqueres (hàbitat d'interès comunitari, codi 6420). Les espècies que s'hi troben són el jonc boval (Scirpus holoschoenus), el gram d'aigua (Paspalum paspaloides), diferents càrex (Carex riparia i C. Acutiformis), el lliri groc (Iris pseudacorus), Polygonum serrulatum, etc. Hi ha també claps dispersos de bosc de ribera, amb espècies com l'om (Ulmus minor), el freixe (Fraxinus angustifolia), el salze blanc (Salix alba), l'àlber (Populus alba) i els tamarius (Tamarix canariensis). Aquests marjals havien estat emprats anteriorment com a terres de conreu. Possiblement un rec de drenatge dessecava la zona i va permetre la plantació de magraners, garrofers i oliveres, que encara sobreviuen pels marges més eixuts de l'espai.
Pel que fa a la fauna destaca, a part de les espècies d'aiguamolls més comunes, la presència de tritó palmat (Lissotriton helveticus). A més, fins a l'any 1983 es coneixia l'existència d'una petita població de samaruc (Valencia hispanica). Actualment aquesta espècie ha desaparegut per l'expansió de la gambúsia (Gambusia holbrooki).
Es tracta d'una zona humida força ben conservada. Tot i així, la qualificació de sòl industrial (la zona pertany al Polígon Industrial del Baix Ebre des de l'any 1971 i és propietat de l'INCASOL) i l'aïllament de l'espai per part de carreteres són les principals amenaces a la seva conservació. Convindria assegurar la seva protecció definitiva compatibilitzant el manteniment de la zona amb el desenvolupament industrial de l'entorn. Actualment exsiteix un projecte promogut pel Ministerio de Medio Ambiente, a través de l'empresa estatal aquaMed, que té com a objectiu la restauració de la marjal (gestió i control de la vegetació invasora, eliminació d'exemplars arboris d'antics conreus, restauració del bosc de ribera, col·locació d'una tanca perimetral, plafons informatius, enretirada de residus, etc.).